# Liste des choix de repêchages des Predators de Nashville
Cette liste contient tous les joueurs de hockey sur glace ayant été repêchés par les Predators de Nashville, franchise de la Ligue nationale de hockey. Les joueurs listés ci-dessus n'ont pas obligatoirement joué un match sous le maillot de l'équipe.
Elle regroupe les joueurs depuis le Repêchage de 1998 organisé par la LNH en 1997-1998, jusqu’à aujourd’hui,. Les joueurs sont classés par année de repêchage. Les deux premières colonnes donnent le rang et le tour duquel le joueur a été repêché suivis de son nom, de sa nationalité et de sa position de jeu.

## Les repêchages d'entrée

### 1998
| No  | Tour | Nom               | Nationalité | Position      |
| --- | ---- | ----------------- | ----------- | ------------- |
| 2   | 1er  | David Legwand     | États-Unis  | Centre        |
| 60  | 3e   | Denis Arkhipov    | Russie      | Centre        |
| 85  | 3e   | Geoff Koch        | États-Unis  | Ailier gauche |
| 88  | 4e   | Kent Sauer        | États-Unis  | Défenseur     |
| 138 | 5e   | Martin Beauchêsne | Canada      | Défenseur     |
| 147 | 6e   | Craig Brunel      | Canada      | Ailier droit  |
| 202 | 8e   | Martin Bartek     | Slovaquie   | Ailier gauche |
| 230 | 9e   | Kārlis Skrastiņš  | Lettonie    | Défenseur     |

### 1999
| No  | Tour | Nom                | Nationalité        | Position       |
| --- | ---- | ------------------ | ------------------ | -------------- |
| 6   | 1er  | Brian Finley       | Canada             | Gardien de but |
| 33  | 2e   | Jonas Andersson    | Suède              | Ailier droit   |
| 52  | 2e   | Adam Hall          | États-Unis         | Ailier droit   |
| 54  | 2e   | Andrew Hutchinson  | États-Unis         | Défenseur      |
| 61  | 2e   | Ed Hill            | États-Unis         | Défenseur      |
| 65  | 2e   | Jan Lasak          | Slovaquie          | Gardien de but |
| 72  | 3e   | Brett Angel        | Canada             | Défenseur      |
| 121 | 4e   | Ievgueni Pavlov    | Russie             | Centre         |
| 124 | 4e   | Aleksandr Krevsoun | Russie             | Ailier droit   |
| 131 | 5e   | Konstantin Panov   | Russie             | Ailier droit   |
| 162 | 6e   | Timo Helbling      | Suisse             | Défenseur      |
| 191 | 7e   | Martin Erat        | République tchèque | Ailier droit   |
| 205 | 7e   | Kyle Kettles       | Canada             | Gardien de but |
| 220 | 8e   | Miroslav Ďurák     | Slovaquie          | Défenseur      |
| 248 | 9e   | Darren Haydar      | Canada             | Ailier droit   |

### 2000
| No  | Tour | Nom             | Nationalité        | Position       |
| --- | ---- | --------------- | ------------------ | -------------- |
| 6   | 1er  | Scott Hartnell  | Canada             | Ailier droit   |
| 36  | 2e   | Daniel Widing   | Suède              | Ailier droit   |
| 72  | 3e   | Mattias Nilsson | Suède              | Défenseur      |
| 89  | 3e   | Libor Pivko     | République tchèque | Ailier gauche  |
| 131 | 5e   | Matt Hendricks  | États-Unis         | Centre         |
| 137 | 5e   | Mike Stuart     | États-Unis         | Défenseur      |
| 154 | 5e   | Matt Koalska    | États-Unis         | Centre         |
| 173 | 6e   | Tomáš Harant    | Slovaquie          | Défenseur      |
| 197 | 6e   | Zbyněk Irgl     | République tchèque | Attaquant      |
| 203 | 7e   | Jure Penko      | Slovénie           | Gardien de but |
| 236 | 8e   | Mats Christéen  | Suède              | Défenseur      |
| 284 | 9e   | Martin Höhener  | Suisse             | Défenseur      |

### 2001
| No  | Tour | Nom                | Nationalité | Position     |
| --- | ---- | ------------------ | ----------- | ------------ |
| 12  | 1er  | Dan Hamhuis        | Canada      | Défenseur    |
| 33  | 2e   | Timofeï Chichkanov | Russie      | Attaquant    |
| 42  | 2e   | Tomáš Slovák       | Slovaquie   | Défenseur    |
| 75  | 3e   | Denis Platonov     | Russie      | Ailier droit |
| 76  | 3e   | Oliver Setzinger   | Autriche    | Centre       |
| 98  | 4e   | Jordin Tootoo      | Canada      | Ailier droit |
| 178 | 6e   | Anton Lavrentiev   | Russie      | Défenseur    |
| 240 | 8e   | Gustav Gräsberg    | Suède       | Centre       |
| 271 | 9e   | Mikko Lehtonen     | Finlande    | Défenseur    |

### 2002
| No  | Tour | Nom             | Nationalité | Position       |
| --- | ---- | --------------- | ----------- | -------------- |
| 6   | 1er  | Scottie Upshall | Canada      | Ailier droit   |
| 102 | 4e   | Brandon Segal   | Canada      | Ailier droit   |
| 138 | 5e   | Patrick Jarrett | Canada      | Centre         |
| 172 | 6e   | Mike McKenna    | États-Unis  | Gardien de but |
| 203 | 7e   | Josh Morrow     | Canada      | Défenseur      |
| 235 | 8e   | Kaleb Betts     | Canada      | Centre         |
| 264 | 9e   | Matt Davis      | Canada      | Gardien de but |
| 266 | 9e   | Steven Spencer  | Canada      | Défenseur      |

### 2003
| No  | Tour | Nom                    | Nationalité        | Position       |
| --- | ---- | ---------------------- | ------------------ | -------------- |
| 7   | 1er  | Ryan Suter             | États-Unis         | Défenseur      |
| 35  | 2e   | Konstantin Glazatchiov | Russie             | Ailier gauche  |
| 37  | 2e   | Kevin Klein            | Canada             | Défenseur      |
| 49  | 2e   | Shea Weber             | Canada             | Défenseur      |
| 76  | 3e   | Richard Stehlik        | Slovaquie          | Défenseur      |
| 89  | 3e   | Paul Brown             | Canada             | Ailier droit   |
| 92  | 3e   | Alexander Sulzer       | Allemagne          | Défenseur      |
| 98  | 3e   | Grigori Chafigouline   | Russie             | Centre         |
| 117 | 4e   | Teemu Lassila          | Finlande           | Gardien de but |
| 133 | 4e   | Roustam Sidikov        | Russie             | Gardien de but |
| 210 | 7e   | Andreï Moukhatchiov    | Russie             | Défenseur      |
| 213 | 7e   | Miroslav Hanuljak      | République tchèque | Gardien de but |
| 268 | 9e   | Lauris Dārziņš         | Lettonie           | Attaquant      |

### 2004
| No  | Tour | Nom                | Nationalité        | Position       |
| --- | ---- | ------------------ | ------------------ | -------------- |
| 15  | 1er  | Aleksandr Radoulov | Russie             | Ailier droit   |
| 81  | 3e   | Vaclav Meidl       | République tchèque | Centre         |
| 107 | 4e   | Nick Fugère        | Canada             | Ailier gauche  |
| 139 | 5e   | Kyle Moir          | Canada             | Gardien de but |
| 147 | 5e   | Janne Niskala      | Suède              | Défenseur      |
| 178 | 6e   | Mike Santorelli    | Canada             | Centre         |
| 193 | 6e   | Kevin Schaeffer    | États-Unis         | Défenseur      |
| 209 | 7e   | Stanislav Balan    | République tchèque | Centre         |
| 243 | 8e   | Denis Kouliach     | Russie             | Défenseur      |
| 258 | 8e   | Pekka Rinne        | Finlande           | Gardien de but |
| 275 | 9e   | Craig Switzer      | Canada             | Défenseur      |

### 2005
| No  | Tour | Nom              | Nationalité | Position     |
| --- | ---- | ---------------- | ----------- | ------------ |
| 18  | 1er  | Ryan Parent      | Canada      | Défenseur    |
| 78  | 3e   | Teemu Laakso     | Finlande    | Défenseur    |
| 79  | 3e   | Cody Franson     | Canada      | Défenseur    |
| 150 | 5e   | Cal O'Reilly     | Canada      | Centre       |
| 176 | 6e   | Ryan Maki        | États-Unis  | Ailier droit |
| 213 | 7e   | Scott Todd       | Canada      | Défenseur    |
| 230 | 7e   | Patric Hörnqvist | Suède       | Attaquant    |

### 2006
| No  | Tour | Nom             | Nationalité | Position       |
| --- | ---- | --------------- | ----------- | -------------- |
| 56  | 2e   | Blake Geoffrion | États-Unis  | Ailier gauche  |
| 105 | 4e   | Niko Snellman   | Finlande    | Attaquant      |
| 146 | 5e   | Mark Dekanich   | Canada      | Gardien de but |
| 176 | 6e   | Ryan Flynn      | États-Unis  | Ailier droit   |
| 206 | 7e   | Viktor Sjodin   | Suède       | Attaquant      |

### 2007
| No  | Tour | Nom               | Nationalité | Position       |
| --- | ---- | ----------------- | ----------- | -------------- |
| 23  | 1er  | Jonathon Blum     | États-Unis  | Défenseur      |
| 54  | 2e   | Jeremy Smith      | États-Unis  | Gardien de but |
| 58  | 2e   | Nick Spaling      | Canada      | Centre         |
| 81  | 3e   | Ryan Thang        | États-Unis  | Ailier gauche  |
| 114 | 4e   | Ben Ryan          | États-Unis  | Centre         |
| 119 | 4e   | Mark Santorelli   | Canada      | Centre         |
| 144 | 5e   | Andreas Thuresson | Suède       | Attaquant      |
| 174 | 6e   | Robert Dietrich   | Allemagne   | Défenseur      |
| 204 | 7e   | Atte Engren       | Finlande    | Gardien de but |

### 2008
| No  | Tour | Nom              | Nationalité | Position       |
| --- | ---- | ---------------- | ----------- | -------------- |
| 7   | 1er  | Colin Wilson     | États-Unis  | Centre         |
| 18  | 1er  | Chet Pickard     | Canada      | Gardien de but |
| 38  | 2e   | Roman Josi       | Suisse      | Défenseur      |
| 136 | 5e   | Taylor Stefishen | Canada      | Ailier gauche  |
| 166 | 6e   | Jeffrey Foss     | États-Unis  | Défenseur      |
| 201 | 7e   | Jani Lajunen     | Finlande    | Centre         |
| 207 | 7e   | Anders Lindbäck  | Suède       | Gardien de but |

### 2009
| No  | Tour | Nom                     | Nationalité | Position      |
| --- | ---- | ----------------------- | ----------- | ------------- |
| 11  | 1er  | Ryan Ellis              | Canada      | Défenseur     |
| 41  | 2e   | Zach Budish             | États-Unis  | Ailier droit  |
| 42  | 2e   | Charles-Olivier Roussel | Canada      | Défenseur     |
| 70  | 3e   | Taylor Beck             | Canada      | Ailier gauche |
| 72  | 3e   | Michael Latta           | Canada      | Centre        |
| 98  | 4e   | Craig Smith             | États-Unis  | Centre        |
| 102 | 4e   | Mattias Ekholm          | Suède       | Défenseur     |
| 110 | 4e   | Nick Oliver             | États-Unis  | Attaquant     |
| 132 | 5e   | Gabriel Bourque         | Canada      | Ailier gauche |
| 192 | 7e   | Cameron Reid            | Canada      | Centre        |

### 2010
| No  | Tour | Nom             | Nationalité | Position      |
| --- | ---- | --------------- | ----------- | ------------- |
| 18  | 1er  | Austin Watson   | États-Unis  | Ailier gauche |
| 78  | 3e   | Taylor Aronson  | États-Unis  | Défenseur     |
| 126 | 5e   | Patrick Cehlin  | Suède       | Ailier droit  |
| 168 | 6e   | Anthony Bitetto | États-Unis  | Défenseur     |
| 194 | 7e   | David Elsner    | Allemagne   | Ailier gauche |
| 198 | 7e   | Joonas Rask     | Finlande    | Centre        |

### 2011
| No  | Tour | Nom             | Nationalité | Position       |
| --- | ---- | --------------- | ----------- | -------------- |
| 38  | 2e   | Magnus Hellberg | Suède       | Gardien de but |
| 52  | 2e   | Miikka Salomaki | Finlande    | Ailier droit   |
| 94  | 4e   | Josh Shalla     | Canada      | Ailier gauche  |
| 112 | 4e   | Garrett Noonan  | États-Unis  | Défenseur      |
| 142 | 5e   | Simon Karlsson  | Suède       | Défenseur      |
| 170 | 6e   | Chase Balisy    | États-Unis  | Centre         |
| 202 | 7e   | Brent Andrews   | Canada      | Ailier gauche  |

### 2012
| No  | Tour | Nom             | Nationalité        | Position       |
| --- | ---- | --------------- | ------------------ | -------------- |
| 37  | 2e   | Pontus Åberg    | Suède              | Ailier gauche  |
| 50  | 2e   | Colton Sissons  | Canada             | Centre         |
| 66  | 3e   | Jimmy Vesey     | États-Unis         | Ailier gauche  |
| 89  | 3e   | Brendan Leipsic | Canada             | Ailier gauche  |
| 112 | 4e   | Zachary Stepan  | États-Unis         | Centre         |
| 118 | 4e   | Mikko Vainonen  | Finlande           | Défenseur      |
| 164 | 6e   | Simon Fernholm  | Suède              | Défenseur      |
| 172 | 6e   | Max Görtz       | Suède              | Ailier droit   |
| 179 | 6e   | Marek Mazanec   | République tchèque | Gardien de but |

### 2013
| No  | Tour | Nom                   | Nationalité | Position       |
| --- | ---- | --------------------- | ----------- | -------------- |
| 4   | 1er  | Seth Jones            | États-Unis  | Défenseur      |
| 64  | 3e   | Jonathan-Ismael Diaby | Canada      | Défenseur      |
| 95  | 4e   | Félix Girard          | Canada      | Centre         |
| 99  | 4e   | Juuse Saros           | Finlande    | Gardien de but |
| 125 | 5e   | Saku Mäenalanen       | Finlande    | Ailier droit   |
| 140 | 5e   | Teemu Kivihalme       | États-Unis  | Défenseur      |
| 155 | 6e   | Emil Pettersson       | Suède       | Centre         |
| 171 | 6e   | Tommy Veilleux        | Canada      | Ailier gauche  |
| 185 | 7e   | Wade Murphy           | Canada      | Ailier droit   |
| 203 | 7e   | Janne Juvonen         | Finlande    | Gardien de but |

### 2014
| No  | Tour | Nom               | Nationalité | Position      |
| --- | ---- | ----------------- | ----------- | ------------- |
| 11  | 1er  | Kevin Fiala       | Suisse      | Ailier gauche |
| 42  | 2e   | Vladislav Kamenev | Russie      | Ailier gauche |
| 51  | 2e   | Jack Dougherty    | États-Unis  | Défenseur     |
| 62  | 3e   | Justin Kirkland   | Canada      | Ailier gauche |
| 112 | 4e   | Viktor Arvidsson  | Suède       | Ailier gauche |
| 132 | 5e   | Joonas Lyytinen   | Finlande    | Défenseur     |
| 162 | 6e   | Aaron Irving      | Canada      | Défenseur     |

### 2015
| No  | Tour | Nom               | Nationalité        | Position       |
| --- | ---- | ----------------- | ------------------ | -------------- |
| 55  | 2e   | Iakov Trenine     | Russie             | Centre         |
| 85  | 3e   | Thomas Novak      | États-Unis         | Centre         |
| 100 | 4e   | Anthony Richard   | Canada             | Centre         |
| 115 | 4e   | Alexandre Carrier | Canada             | Défenseur      |
| 145 | 5e   | Karel Vejmelka    | République tchèque | Gardien de but |
| 175 | 6e   | Tyler Moy         | États-Unis         | Centre         |
| 205 | 7e   | Evan Smith        | États-Unis         | Gardien de but |

### 2016
| No  | Tour | Nom                | Nationalité | Position       |
| --- | ---- | ------------------ | ----------- | -------------- |
| 17  | 1er  | Dante Fabbro       | Canada      | Défenseur      |
| 47  | 2e   | Samuel Girard      | Canada      | Défenseur      |
| 76  | 3e   | Rem Pitlick        | Canada      | Centre         |
| 78  | 3e   | Frédéric Allard    | Canada      | Défenseur      |
| 108 | 4e   | Hardy Haman Aktell | Suède       | Défenseur      |
| 138 | 5e   | Patrick Harper     | États-Unis  | Centre         |
| 168 | 6e   | Konstantin Volkov  | Russie      | Gardien de but |
| 198 | 7e   | Adam Smith         | Canada      | Défenseur      |

### 2017
| No  | Tour | Nom              | Nationalité        | Position       |
| --- | ---- | ---------------- | ------------------ | -------------- |
| 30  | 1er  | Eeli Tolvanen    | Finlande           | Ailier droit   |
| 61  | 2e   | Grant Mismash    | États-Unis         | Ailier gauche  |
| 92  | 3e   | David Farrance   | États-Unis         | Défenseur      |
| 154 | 5e   | Tomas Vomacka    | République tchèque | Gardien de but |
| 176 | 6e   | Pavel Koltyguine | Russie             | Centre         |
| 216 | 7e   | Jacob Paquette   | Canada             | Défenseur      |

### 2018
| No  | Tour | Nom                  | Nationalité        | Position       |
| --- | ---- | -------------------- | ------------------ | -------------- |
| 111 | 4e   | Jáchym Kondelík      | Allemagne          | Centre         |
| 131 | 5e   | Spencer Stastney     | États-Unis         | Défenseur      |
| 151 | 5e   | Vladislav Ieriomenko | Biélorussie        | Défenseur      |
| 213 | 7e   | Milan Klouček        | République tchèque | Gardien de but |

### 2019
| No  | Tour | Nom                | Nationalité | Position       |
| --- | ---- | ------------------ | ----------- | -------------- |
| 24  | 1er  | Philip Tomasino    | Canada      | Centre         |
| 45  | 2e   | Iegor Afanassiev   | Russie      | Ailier gauche  |
| 65  | 3e   | Alexander Campbell | Canada      | Ailier gauche  |
| 109 | 4e   | Marc Del Gaizo     | États-Unis  | Défenseur      |
| 117 | 4e   | Semion Tchistiakov | Russie      | Défenseur      |
| 148 | 5e   | Ethan Haider       | États-Unis  | Gardien de but |
| 179 | 6e   | Isak Walther       | Suède       | Ailier droit   |
| 210 | 7e   | Juuso Pärssinen    | Finlande    | Centre         |

### 2020
| No  | Tour | Nom                  | Nationalité | Position       |
| --- | ---- | -------------------- | ----------- | -------------- |
| 11  | 1er  | Iaroslav Askarov     | Russie      | Gardien de but |
| 42  | 2e   | Luke Evangelista     | Canada      | Ailier droit   |
| 73  | 3e   | Luke Prokop          | Canada      | Défenseur      |
| 101 | 4e   | Adam Wilsby          | Suède       | Défenseur      |
| 166 | 6e   | Luke Reid            | Canada      | Défenseur      |
| 202 | 7e   | Gunnarwolfe Fontaine | États-Unis  | Ailier gauche  |
| 209 | 7e   | Chase McLane         | États-Unis  | Centre         |

### 2021
| No  | Tour | Nom               | Nationalité | Position      |
| --- | ---- | ----------------- | ----------- | ------------- |
| 19  | 1er  | Fiodor Svetchkov  | Russie      | Centre        |
| 27  | 1er  | Zachary L'Heureux | Canada      | Ailier gauche |
| 72  | 3e   | Anton Olsson      | Suède       | Défenseur     |
| 115 | 4e   | Ryan Ufko         | États-Unis  | Défenseur     |
| 124 | 4e   | Jack Matier       | Canada      | Défenseur     |
| 179 | 6e   | Simon Knak        | Suisse      | Ailier gauche |

### 2022
| No  | Tour | Nom               | Nationalité | Position     |
| --- | ---- | ----------------- | ----------- | ------------ |
| 17  | 1er  | Joakim Kemell     | Finlande    | Ailier droit |
| 82  | 3e   | Adam Ingram       | Canada      | Centre       |
| 84  | 3e   | Kasper Kulonummi  | Finlande    | Défenseur    |
| 114 | 4e   | Cole O'Hara       | Canada      | Ailier droit |
| 146 | 5e   | Graham Sward      | Canada      | Défenseur    |
| 210 | 7e   | Benjamin Strinden | États-Unis  | Centre       |

### 2023
| No  | Tour | Nom             | Nationalité | Position       |
| --- | ---- | --------------- | ----------- | -------------- |
| 15  | 1er  | Matthew Wood    | Canada      | Ailier droit   |
| 24  | 1er  | Tanner Molendyk | Canada      | Défenseur      |
| 43  | 2e   | Felix Nilsson   | Suède       | Centre         |
| 46  | 2e   | Kalan Lind      | Canada      | Ailier gauche  |
| 68  | 3e   | Jesse Kiiskinen | Finlande    | Ailier droit   |
| 83  | 3e   | Dylan MacKinnon | Canada      | Défenseur      |
| 111 | 4e   | Joey Willis     | États-Unis  | Centre         |
| 121 | 4e   | Juha Jatkola    | Finlande    | Gardien de but |
| 143 | 5e   | Sutter Muzzatti | États-Unis  | Centre         |
| 175 | 6e   | Austin Roest    | Canada      | Centre         |
| 218 | 7e   | Aiden Fink      | Canada      | Ailier droit   |

### 2024
| No  | Tour | Nom              | Nationalité | Position       |
| --- | ---- | ---------------- | ----------- | -------------- |
| 22  | 1er  | Iegor Sourine    | Russie      | Centre         |
| 55  | 2e   | Teddy Stiga      | États-Unis  | Centre         |
| 77  | 3e   | Viggo Gustafsson | Suède       | Défenseur      |
| 87  | 3e   | Miguel Marques   | Canada      | Ailier droit   |
| 94  | 3e   | Hiroki Gojsic    | Canada      | Ailier droit   |
| 99  | 4e   | Jakub Milota     | Tchéquie    | Gardien de but |
| 127 | 4e   | Viktor Nörringer | Suède       | Ailier gauche  |
| 213 | 7e   | Erik Påhlsson    | Suède       | Centre         |

### 2025
| No  | Tour | Nom             | Nationalité | Position       |
| --- | ---- | --------------- | ----------- | -------------- |
| 5   | 1er  | Brady Martin    | Canada      | Centre         |
| 21  | 1er  | Cameron Reid    | Canada      | Défenseur      |
| 26  | 1er  | Ryker Lee       | États-Unis  | Ailier droit   |
| 35  | 2e   | Jacob Rombach   | États-Unis  | Défenseur      |
| 58  | 2e   | Jack Ivankovic  | Canada      | Gardien de but |
| 122 | 4e   | Alex Huang      | Canada      | Défenseur      |
| 163 | 6e   | Daniel Nieminen | Finlande    | Défenseur      |